# Chaplin som Chauffør
Chaplin som Chauffør er en amerikansk stumfilm fra 1915 af Charlie Chaplin.

## Medvirkende
- Charles Chaplin.
- Edna Purviance.
- Lloyd Bacon.
- Bud Jamison.
- Paddy McGuire.